# 24 Portraits d'Alain Cavalier
Pour plus de détails, voir Fiche technique et Distribution.
24 Portraits d'Alain Cavalier est une série de films documentaires français réalisés par Alain Cavalier. Ils ont été édités en deux parties de douze portraits, sur cassettes vidéo VHS, en 1987 et 1991.
Ils sont réédités sur support DVD en 2006 par Arte Vidéo.

## Fiche technique
- Titre : 24 Portraits d'Alain Cavalier (Portraits d'Alain Cavalier pour les 2 cassettes vidéo)
- Réalisation : Alain Cavalier
- Genre : documentaire
- Pays de production :  France
- Durée : 2 DVD : 152 min + 140 min (2 bonus, 16 min + 4 min)[2]

## Résumé
La jaquette de l'édition en DVD porte une présentation d'intention du réalisateur :

« Ces portraits sont des rencontres que je voudrais garder de l'oubli, ne serait-ce que pendant les quelques minutes où elles sont devant vous. Ce sont des femmes qui travaillent, qui font des enfants et qui, en même temps, gardent un esprit d'indépendance. J'ai tourné vingt-quatre portraits de treize minutes. J'ai choisi cette courte durée pour plusieurs raisons : ne pas ennuyer, échapper à toute coupure publicitaire, réaliser le film vite, dans un élan et sans trop de ratures. Je ne suis pas un documentariste. Je suis plutôt un amateur de visages, de mains et d'objets. Rendre compte de la réalité ne m'attire pas. La réalité n'est qu'un mot, comme sa sœur jumelle, la fiction, que je pratique par ailleurs, avec un plaisir différent. »

— Alain Cavalier

## Contenu détaillé
DVD 1 : La matelassière, la fileuse, la trempeuse, l'orangère, la brodeuse, la dame-lavabo, la relieuse, la bistrote, la canneuse, la repasseuse, la rémouleuse, la maître-verrier
DVD 2 : La gaveuse, la romancière, la roulotteuse, la fleuriste, la cordonnière, la marchande de journaux, l'opticienne, la souffleuse de verre, l'illusionniste, l'accordeuse de piano, la corsetière, l'archetière

Jeannine aux fers - Parler et travailler